# Maserati Bora

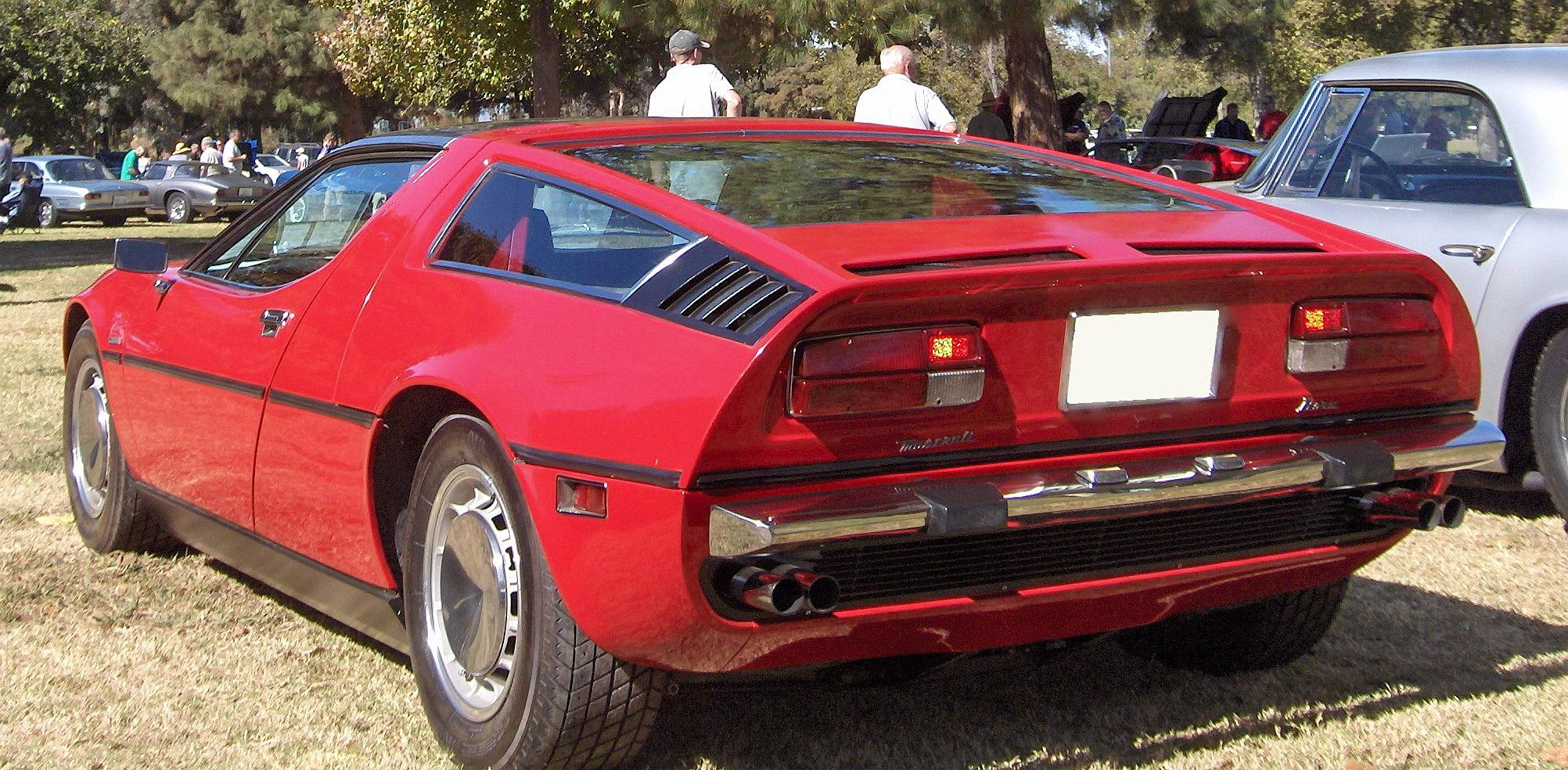
Achterkant van de Maserati Bora

De Maserati Bora is een sportwagen van het Italiaanse merk Maserati.
Het model werd in 1971 gepresenteerd tijdens het Autosalon van Genève.
De Bora is vernoemd naar een koude winterse wind over de Adriatische Zee. 

## Algemene informatie

### Technische gegevens en prestaties
-De Bora was Maserati's eerste straatauto met middenmoter.(voor de achteras geplaatse V8)
-Topsnelheid: 261 km/h.
-Acceleratie: 0-96 km/h in 6,5 sec.
-Vermogen: 310 pk bij 6000 tpm.
-Motorinhoud: 4719 cc

### Exterieur,koetswerk,styling
-Gewaagde styling
-Ontworpen door Ital Design

### Interieur
-Luxe interieur
-Ruim interieur voor middenmotorwagen